# 小行星23401
小行星23401（23401 Brodskaya）是一颗绕太阳运转的小行星，为主小行星带小行星。该小行星于1968年7月19日发现。

## 轨道参数
小行星23401的轨道半长轴为327 480 279 km，2.1890393 UA，离心率为0.185。